# September Sun
September Sun è un singolo estratto dall'album Dead Again del gruppo gothic metal statunitense Type O Negative.

## Video musicale
Nel video musicale la band suona sul tetto di un palazzo, mentre una giovane coppia si separa. La ragazza se ne va dalla casa con la valigia mentre il ragazzo la osserva dalla finestra. La giovane donna si siede su una panchina di un parco e dei bambini fanno cadere la valigia con una pallonata. La ragazza prende il pallone mentre uno dei bambini raddrizza la valigia facendo sorridere la donna. Il ragazzo che la vede sorridere dalla finestra si dirige sul tetto con l'intenzione di suicidarsi ma lo stesso bambino di prima appare accanto a lui dissuadendolo dal buttarsi.

## Tracce
1. September Sun (Radio Edit) - 4:34
2. September Sun (Album Version) - 9:47

## Crediti
- Peter Steele - voce e basso
- Josh Silver - tastiere, sintetizzatore, effetti e voce
- Kenny Hickey - chitarra e voce
- Johnny Kelly - batteria